# معركة خط المرحلة الرصاصة
معركة خط المرحلة الرصاصة كانت من الانتصارات العراقية القليلة في حرب الخليج الثانية وأحد الاشتباكات التي أدت إلى تدمير شعبة توكلنا للحرس الجمهوري العراقي في 26 فبراير 1991 من خلال هجوم متزامن لفرقتي مدرعتين أمريكيتين (1 و3) وفرقة المشاة الأولى وفوج سلاح المدرعة الثاني.
كانت المعركة إحدى الأمثلة النادرة لقوة المدرعة الأمريكية التي تصدت لها مشاة عراقية مقاتلة وناقلات جنود مدرعة عراقية ودبابات عراقية تي-72 خلال عملية عاصفة الصحراء. اشتملت المعركة على إصابات نيران صديقة أمريكية.

## الخلفية
وقعت المناوشات الأولية بين وحدات الحرس الجمهوري العراقي والقوات الأمريكي في وقت سابق من ذلك اليوم حول خط 73 للشرق قبل تأسيسه على بعد 30 ميلا غرب وادي الباطن حيث تمكنت القوات المسلحة الثورية من تدمير كتائب مدرعة عراقية. كانت المناوشات في هذا القطاع مستمرة عندما قامت الفرقة الثالثة المدرعة التي تقع شمالا بإجراء أول اشتباك مع لواء من فرقة توكلنا المدرعة حوالي الساعة 3:30 مساء.
عرقلت الأحوال الجوية السيئة للغاية الرؤية وتحديد الأهداف.

## مناورة الشاشة الجناح
كما الممارسة المعتادة لاستطلاع المدرعات فإن فرقة من برادلي (قوات ألفا) التي تنتمي إلى السرب الرابع من فوج الفرسان السابع كانت قد استكشفت قبل قوة الدبابة الرئيسية. تم إجراء مناورة شاشة الجناح على طول الحدود الجنوبية بين فوج الفرسان المدرعة الثاني ومناطق المدرعة الثالثة التشغيلية. كانت فرق العمل 4-34 و4-32 تتقدم من الخلف. اتجهت الحركة العامة للقوات الأمريكية باتجاه الشرق. دفعت الأبخرة من مئات الآبار النفطية التي اشعلت فيها النيران من قبل العراقيين جنبا إلى جنب مع رياح الشمال الشديدة السيارات الأمريكية إلى استخدام المشاهد الحرارية.

## الاتصال المفاجئ
في الساعة 3:00 مساء تلقت قوات الاستطلاع التابعة الرابعة عشر برادلي معلومات من القيادة العامة للفرقة الثالثة المدرعة التي لا توجد فيها وحدة للعدو بين البلدين والحدود الكويتية. فجأة عثروا على خط شاشة من ناقلات الجنود المدرعة العراقية على بعد نحو 300 متر (330 ياردة) شرقا. سوء الأحوال الجوية جنبا إلى جنب مع أبخرة آبار النفط المشتعلة خفض ظروف الرؤية إلى ما يقرب من الصفر. كان خط شاشة العدو جزءا من اللواء المدرع التاسع بقسم توكلنا.

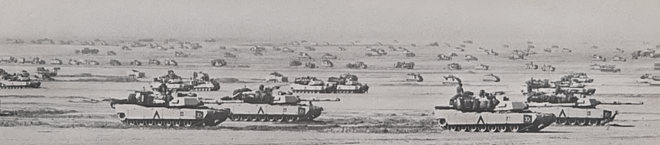
دبابات لواء الفرقة المدرعة الثالثة عند خط المغادرة.

اندلعت رشقة من الأسلحة الصغيرة ونيران الرشاشات الثقيلة وآر بي جي 7 وصواريخ ماليوتكا. في البداية اعتقد القائد الأمريكي أنهم كانوا يشتبكون مع قوات المشاة التي تم دعمها من قبل المركبات القتالية المدرعة بي إم بي-1 لكنه أدرك لاحقا أنهم كانوا يتلقون أيضا جولات دبابات رئيسية. ردت المركبات الأمريكية بإطلاق صواريخ بي جي إم-71 تاو ومدفع 25 ملم ومدفع رشاش. استمر الاشتباك لمدة ساعتين تقريبا حتى اضطر برادلي الذي ضربه العدو والنيران الصديقة ونفاد الذخيرة إلى الانسحاب.
الدبابات الأمريكية إم1 أبرامز من فرقة العمل 4-34 المتمركزة في القيادة الخلفية أطلقت النيران لدعم مركبات المشاة القتالية مما أدى إلى تدمير دبابة تي-72 على الأقل وعدة ناقلات جنود مدرعة عراقية. كما أصيبت ثلاثة مركبات برادلي (أيه-24 وأيه-31 وأيه-22) مما تسبب في وفاة أمريكيين اثنين. كما اشتبك فوج الفرسان المدرعة الثاني في القتال من اليمين الخلفي.
تم تعطيل مركبة برادلي أخرى (أيه-36) لأول مرة من قبل بندقية 12.7 ملم مما عطل علبة السرعة ثم تحطمت في وقت لاحق. كما تضررت مركبة برادلي أيه-35 ببعض الأضرار من مزيج من رشقات نارية 12.7 مم ونيران غير مباشرة لكنها تمكنت من الانسحاب في حين تضررت أيه-33 مرتين وأصيبت بنيران 12.7 ملم. خلال عملية إنقاذ الضحايا من مركبتي برادلي أيه-24 وأيه-26 بقيادة المساعدج الأول رونالد سنيد الذي كان سيتجاوز الاشتباك الرئيسي مع دبابة تي-72 ولكن سيارته تعرضت فقط للشظايا. في الوقت الذي كان فيه يحمي المركبة أيه-21 التي كانت تحاول تقييم وضع أيه-36 تم ضرب مركبة برادلي أيه-22 بقيادة رئيس الرقباء مايرز من قبل الدبابة أبرامز من قبل فرقة العمل 4-34 مما أدى إلى مقتل شخص واحد. كما قتل مدفعي من مركبة أيه-24 من قبل دبابات بنيران صديقة.
تركت المركبات أيه-22 وأيه-36 وأيه-24 على أرض المعركة بينما تمكنت مركبة أيه-31 على الرغم من تلفها الشديد من الانسحاب. تدمرت جميع مركبات برادلي الباقة من قبل الرشاشات وقذائف الشظايا لكنها ظلت تعمل.

## فيما بعد
لم تتمكن القوات الأمريكية من العثور على خرق في خطوط شمال العراق حتى الساعات الأولى من 27 فبراير. في ذلك الصباح عثر كشافو الفرسان السابع على هياكل 18 ناقلة جنود مدرعة معظمها من طراز بي إم بي-1 وستة من طراز تي-72 تم تعطيلها أو تركها طاقمها . يعد الاشتباك أحد الإجراءات القليلة التي تم فيها صد هجوم أمريكي من خلال درع عراقي. قائد فرقة ألفا المقدم جيرالد دافي اعترف في وقت لاحق بأن «كنا عشر مرات قريبين جدا من العدو أكثر مما كان مخطط له».